# Llanolebias stellifer
Llanolebias stellifer ist eine Saisonfischart aus der Familie Rivulidae und gehört zur Gruppe der Eierlegenden Zahnkarpfen. Sie bewohnt temporäre Gewässer des Llanos im Einzugsgebiet des Río Apure und des Río Cojedes in Venezuela.

## Merkmale
Llanolebias stellifer wird anhand zahlreicher molekularer Merkmale diagnostiziert, besitzt jedoch keine einzigartigen morphologischen Merkmale, die ihn eindeutig von allen anderen Arten der Familie Rivulidae unterscheiden würden. Im Vergleich zu ihrer Schwestergattung Gnatholebias ist Llanolebias stellifer ein robuster, zylindrisch geformter Fisch mit kurzen Flossen und sehr kleinen Flossenstrahlfortsätzen bei Männchen, während Gnatholebias-Arten relativ tiefe, seitlich zusammengedrückte Körper mit langen Flossen und langen Flossenstrahlfortsätzen haben. Der Afterflossenansatz von Llanolebias stellifer ist im Vergleich zu Gnatholebias-Arten ebenfalls kurz, und Llanolebias stellifer hat 14–15 Afterflossenstrahlen gegenüber 22–26 Flossenstrahlen bei Gnatholebias. Außerdem fehlt bei Llanolebias stellifer der für ältere Männchen von Rachovia charakteristische Stirnbuckel.